# 大相撲力士一覧
大相撲力士一覧（おおずもうりきしいちらん）は、大相撲の前頭以下の力士一覧。横綱は横綱一覧、大関は大関一覧、関脇は関脇一覧、小結は小結一覧を参照（在籍時の最高位）。
太字は1909年（明治42年）6月場所以降に幕内最高優勝を経験した力士、もしくはそれ以前に全勝を達成した力士。
※上記に該当する力士は当時の四股名（複数ある場合は回数が多いか番付が高い時）で記載。
※Wikipediaにページが存在する力士のみを記載する。

## 現役力士

### 幕内
最高位が前頭である力士。
あ行
- 安青錦新大
- 天空海翔馬
- 朝紅龍琢馬
- 熱海富士朔太郎
- 天風健人
- 一山本大生
- 炎鵬友哉
- 阿武剋一弘

か行
- 輝大士
- 嘉陽快宗
- 北の若大輔
- 北磻磨聖也
- 金峰山晴樹
- 草野直哉
- 荒篤山太郎
- 豪ノ山登輝
- 琴栄峰央起
- 琴勝峰吉成

さ行
- 佐田の海貴士
- 獅司大
- 島津海空
- 志摩ノ海航洋
- 湘南乃海桃太郎
- 白熊優太

た行
- 大奄美元規
- 大翔鵬清洋
- 大翔丸翔伍
- 尊富士弥輝也
- 玉正鳳萬平
- 千代ノ皇王代仁
- 千代翔馬富士雄
- 千代丸一樹
- 美ノ海義久
- 剣翔桃太郎
- 東白龍雅士
- 時疾風秀喜
- 栃大海雄
- 友風想大

な行
- 鳰の湖真二
- 錦富士隆聖

は行
- 伯桜鵬哲也
- 英乃海拓也
- 富士東和佳
- 藤ノ川成剛
- 武将山虎太郎

ま行
- 翠富士一成
- 水戸龍聖之

や行
- 矢後太規
- 芳東洋

ら行
- 狼雅外喜義

わ行

### 十両（十枚目）
最高位が十両である力士。
あ行
- 朝玉勢大幸
- 朝志雄亮賀
- 朝乃若樹
- 欧勝海成矢
- 大辻理紀

か行
- 魁勝旦祈
- 風賢央厳太
- 川副圭太
- 木竜皇博一

さ行
- 紫雷匠

た行
- 大青山大介
- 大雷童太郎
- 貴健斗誠虎
- 千代栄栄太
- 對馬洋勝満
- 天照鵬真豪
- 栃丸正典
- 栃武蔵陽太

な行
- 生田目竜也

は行
- 白鷹山亨将
- 羽出山将
- 日翔志英忠
- 藤青雲龍輝

ま行
- 三田大生
- 宮乃風陽
- 夢道鵬幸成

や行
- 勇磨猛

ら行
わ行
- 若ノ勝栄道

### 幕下以下
最高位が幕下以下である力士（関取昇進なし）。
あ行
- 朝興貴祐貴
- 朝天舞晴多
- 朝白龍太郎[注 1]
- 安大翔大和
- 石崎涼馬[注 2]
- 宇瑠寅太郎
- 欧勝竜健汰
- 大畑空宇
- 長内孝樹

か行
- 風の湖競
- 上戸大輝
- 旭海雄蓮[注 1]
- 豪刃雄大河
- 琴太豪晃有

さ行
- 翔傑喜昭
- 将豊竜将太
- 城間瑠正
- 閃岳大輔

た行
- 丹治純
- 千代虎大樹
- 千代大豪勇星
- 出羽ノ龍和希
- 天一俊哉
- 天道山大河
- 東俊隆勝介
- 時天嵐信男
- 時乃平亜睦
- 土佐緑清太
- 栃幸大英樹
- 栃清龍勇気

な行
- 納谷幸林
- 鳴滝翔月
- 西ノ龍龍太朗[注 1]
- 二本栁亘

は行
- 鋼一幸
- 春山万太郎
- 飛燕力敬介
- 深井拓斗
- 富士の山優斗
- 北天海葵

ま行
- 松井奏凪人
- 峰刃幾叉丸
- 武蔵海豊
- 森麗勇樹

や行
- 吉井虹
- 良安大宜

ら行
わ行
- 若隆元渡

## 引退・廃業・死去した力士

### 幕内
最高位が前頭である力士。
あ行
- 相生芳藏
- 愛知山春雄
- 蒼樹山秀樹
- 青葉山徳雄
- 明石竜兵太郎
- 明瀬川傳四郎
- 明瀬山光彦
- 安芸ノ州法光
- 阿久津川高一郎
- 上ヶ汐福治郎
- 朝嵐大三郎
- 淺瀬川健次
- 朝岡勲
- 朝ノ海正清
- 朝乃翔嚆矢
- 朝乃若武彦
- 朝登俊光
- 朝光亀太郎
- 旭里憲治
- 旭日松広太
- 朝響信親
- 朝日枩清治郎
- 朝緑冨五郎
- 朝若佐太郎
- 葦葉山七兵衛
- 東海稔
- 東錦栄三郎
- 東龍強
- 安壮富士清也
- 愛宕山武司
- 當り矢信太郎
- 天城山猪太夫
- 天津風征夫
- 天津灘福一
- 天ノ山静雄
- 阿夢露光大
- 綾鬼喜一郎
- 綾瀬川三左エ門
- 綾ノ浪俊一郎
- 綾錦久五郎
- 綾錦由之丞
- 綾若真生
- 荒岐山正
- 璞歳之助
- 荒熊谷五郎
- 嵐山次郎
- 荒角金太郎
- 荒波秀義
- 荒鷲毅
- 有明五郎
- 有村直吉
- 碇潟夘三郎
- 勢イ力八
- 生月鯨太左衛門
- 池田川助枩
- 石浦鹿介
- 石山曻之助
- 泉滝福治
- 泉洋辰夫
- 泉洋藤太郎
- 伊勢ノ浜寅之助
- 一ノ濱善之助
- 一乃矢藤太郎
- 市原孝行
- 一湊政五郎
- 一力長五郎
- 一渡明
- 嚴嶋関右エ門 (1756年生)
- 嚴嶋関右エ門 (1810年生)
- 五ッ洋義一
- 稲川政右エ門 (1739年生)
- 稲瀬川栄治郎
- 稲葉嶽光之助
- 稲野花倉吉
- 稲ノ森勉
- 伊吹山末吉
- 射水川成吉
- 入間川清藏
- 岩木山謙治郎
- 岩木山孫平
- 巖虎寛一
- 岩波重廣
- 因州山稔
- 潮丸元康
- 宇多川勝太郎
- 宇都宮新八郎
- 梅ノ花市五郎
- 梅錦寅之介
- 雲竜辰五郎
- 恵那櫻徹
- 及川煌久
- 追風山裕邦
- 扇山民雄
- 王湖伊津男
- 皇司信秀
- 大碇剛
- 大位山勝蔵
- 大岩戸義之
- 大岩山大五郎
- 大江戸勇二
- 大江山枩太郎
- 大熊宗清
- 大嵜爲之助
- 大嶌佐太郎
- 大砂嵐金崇郎
- 大瀬川半五郎
- 大空源太夫
- 大田山一朗
- 大戸嵜岩枩
- 大浪妙博
- 大鳴門太三郎
- 大鳴門灘右エ門 (安政)
- 大鳴戸灘之助
- 大ノ海敬士
- 大ノ海久光
- 大ノ浦一廣
- 大ノ高純市
- 大乃花武虎
- 大ノ濵勝治
- 大昇充宏
- 大ノ森金市
- 大日ノ出崇揚
- 大纒千代吉
- 大見嵜八之助
- 大緑仁吉
- 大湊徳枩
- 大八洲晃
- 大淀音右エ門
- 大若松好弘
- 大鷲平
- 岡ノ山喜郎
- 小城ノ花昭和
- 繯長治郎
- 小戸ヶ岩龍雄
- 男嶌舟藏
- 音羽山市平
- 鬼ヶ﨑綱之助
- 鬼風一男
- 鬼角長治郎
- 御西山政夫
- 小ノヶ嵜金藏
- 小ノヶ崎仙吉
- 小野錦喜三郎
- 小野錦仁之助
- 大蛇潟金作
- 大蛇潟大五郎
- 大蛇山酉之助

か行
- 開月勘太郎
- 魁罡功
- 海光山大五郎
- 海山太郎 (初代)
- 甲斐錦勝
- 甲斐ノ山福人
- 鏡岩源之助
- 鏡桜南二
- 鏡川正光
- 影虎和彦
- 鹿嶌洋起市
- 加勝山鹿治
- 柏戸秀剛
- 柏山吾郎
- 春日王克昌
- 春日錦孝嘉
- 春日富士晃大
- 春日森富三郎
- 春日山鹿右エ門 (1819年生)
- 片山伸次
- 勝鬨鉄藏
- 和錦克年
- 勝ノ浦与一右エ門
- 和晃敏郎
- 勝山芳藏
- 桂川質郎
- 桂川力蔵
- 桂山勘五郎
- 金湊仁三郎
- 甲吾郎
- 神生山清
- 神錦國康
- 神若順三
- 苅藻川真治郎
- 神嵜重太郎
- 寒玉子爲治郎
- 巌雄謙治
- 起雲山世志介
- 北勝鬨準人
- 北桜英敏
- 北太樹明義
- 北ノ國仁
- 北の花勝利
- 騏ノ嵐和敏
- 皇風俊司
- 君ヶ嶽助三郎
- 君錦利正
- 木村山守
- 狭布里錦太夫
- 清惠波清隆
- 旭豪山和泰
- 旭秀鵬滉規
- 旭大星託也
- 旭南海丈一郎
- 清ノ森政夫
- 清美川梅之
- 鬼雷砲良蔵
- 起利錦利郎
- 鬼竜川光雄
- 鬼竜山雷八 (2代)
- 金開山龍
- 錦華山大五郎
- 錦城山勇吉
- 九ヶ錦坦平
- 久島海啓太
- 九州錦正男
- 國ヶ岩夘八
- 國ノ濱源逸
- 國見山半五郎
- 鞍ヶ嶽楯右エ門
- 栗家山恵三
- 黒岩壽太郎
- 黒岩万吉
- 黒雲雷五郎
- 黒崎佐吉
- 黒獅子勇蔵
- 桑ノ弓鬼太郎
- 源氏山祐蔵
- 兼六山鉄太郎
- 鯉ノ勢寅雄
- 光法賢一
- 港龍安啓
- 光龍忠晴
- 古賀ノ浦茂
- 小牛田山金太郎
- 小坂川健三郎
- 越ノ海東治郎
- 越ノ海勇藏 (安永)
- 小嶌川庄吉
- 五城楼勝洋
- 五所車菊太郎
- 琴恵光充憲
- 琴ヶ浦善治郎
- 琴春日桂吾
- 琴ヶ嶽綱一
- 琴千歳幸征
- 琴椿克之
- 琴乃富士宗義
- 琴別府要平
- 琴龍宏央
- 琴若央雄
- 小沼克行
- 駒泉徳治郎
- 小松山与三松
- 小松山貞造
- 駒ノ里秀雄
- 駒錦信樹
- 駒不動大助
- 小柳芦太郎
- 小柳平助

さ行
- 斉須稔
- 蔵玉錦敏正
- 境澤賢一
- 磋牙司洋之
- 佐賀ノ海初太郎
- 佐賀昇博
- 逆鉾盛吉
- 逆鉾與治郎
- 櫻川五良藏
- 櫻國輝男
- 佐田の富士哲博
- 薩洲洋康貴
- 佐渡ヶ嶌林蔵
- 佐渡嶽沢右エ門
- 里山浩作
- 紫雲竜吉之助
- 潮ヶ濱義夫
- 四海波好一郎
- 四海波静太夫
- 敷嶌猪之助
- 敷島勝盛
- 嗣子鵬慶昌
- 司天竜芳太郎
- 信夫山秀之助
- 嶌田川儀兵衞
- 嶋錦博
- 釋迦ヶ嶽庄太郎
- 鯱ノ里一郎
- 鯱和三郎
- 斜里錦菊三
- 十文字友和
- 駿傑悠志
- 翔天狼大士
- 白岩亮治
- 白梅文治郎
- 白田山秀敏
- 白真弓肥太右エ門
- 神幸勝紀
- 信州山由金
- 神東山忠也
- 駿河海光夫
- 青狼武士
- 戦闘竜扁利
- 蒼国来栄吉
- 双大竜亮三
- 外ヶ濱弥太郎
- 杣ヶ花渕右エ門

た行
- 大旺吉伸
- 大輝煌正人
- 大喜鵬将大
- 大觥吉男
- 大豪健嗣
- 大至伸行
- 大翔山直樹
- 大心昇
- 大雪嶺登
- 大天龍光則
- 大道健二
- 大童山文五郎
- 大飛進
- 大飛翔誠志
- 大真鶴健司
- 大文字研二
- 大雄辰實
- 大龍志郎
- 大竜川一男
- 鷹城山多作
- 貴源治賢
- 高砂浦五郎 (初代)
- 高錦昭應
- 貴ノ岩義司
- 隆の鶴伸一
- 高ノ花武也
- 貴ノ嶺明彦
- 高ノ山三郎
- 隆の山俊太郎
- 寶川石五郎
- 寶川政治
- 滝ノ音啓五郎
- 武ノ里武三
- 太刀風義経
- 太刀ノ海浪右エ門
- 大刀光電右エ門
- 太刀若峯五郎
- 立田野邦清
- 立田野竹松
- 立洸熊五郎
- 楯甲久四郎
- 楯甲幸男
- 楯甲新蔵
- 立汐祐治郎
- 伊達ノ花静
- 達ノ矢源之助
- 谷嵐市藏
- 谷嵐久
- 玉飛鳥大輔
- 玉嵐孝平
- 玉碇佐太郎
- 玉海力剛
- 玉櫻八郎
- 玉ノ井福司
- 玉ノ川脇太郎
- 玉響克己
- 玉力道栄来
- 太郎山勇吉
- 千賀ノ浦喜三郎
- 竹旺山友久
- 竹葉山真邦
- 千羽ヶ嶽宗助
- 千羽ヶ嶽兵右エ門
- 銚子灘傳右エ門
- 千代櫻輝夫
- 千代の国憲輝
- 千代白鵬大樹
- 筑波嶺清平
- 常錦利豪
- 常の山勝正
- 常ノ山勝正
- 鶴ヶ濱熊吉
- 鶴ヶ嶺道芳
- 剣岳吉五郎
- 剣武輝希
- 鶴渡清治郎
- 鉄甲宗五郎
- 照ヶ嶽光右エ門
- 照櫻弘行
- 照強翔輝
- 出羽嵐大輔
- 出羽海運右エ門
- 出羽ノ花國市
- 出羽ノ花好秀
- 出羽湊秀一
- 天鎧鵬貴由輝
- 天水山正則
- 天龍源一郎
- 唐辛多喜弥
- 十勝岩豊
- 時津海正博
- 時津洋宏典
- 時葉山敏夫
- 常盤野藤兵衛
- 德勝龍誠
- 徳瀬川正直
- 十三錦市松
- 十三ノ浦金四郎
- 土佐豊祐哉
- 土州山好一郎
- 土州山役太郎
- 戸田川鷲之助 (明和)
- 栃勇義治
- 栃王山裕規
- 栃栄篤史
- 栃剣展秀
- 栃乃藤達之
- 栃乃若導大
- 栃富士勝健
- 栃纒勇光
- 富ノ山等
- 友綱良助 (1856年生)
- 友ノ浦喬次
- 豊桜俊昭
- 豊錦喜一郎
- 豊ノ海真二
- 豊ノ海義美
- 豊登道春
- 豊響隆太
- 鳥井崎与助
- 鳥羽の山喜充

な行
- 投石菊治郎
- 那智ノ山公晴
- 七ッ海操
- 楢錦政吉
- 鳴門海一行
- 鳴門洋利之助
- 南海龍太郎
- 錦木塚右エ門 (1822年生)
- 錦戸春吉
- 錦洋慶祐
- 錦洋幸治
- 日本海忠藏

は行
- 柏農山勝栄
- 白竜山憲史
- 白龍山慶祐
- 白露山佑太
- 蜂矢敏行
- 八甲山純司
- 花ノ国明宏
- 花光節夫
- 羽子錦徳三郎
- 濱錦竜郎
- 春ノ山竜尚
- 晴ノ海弥太郎
- 盤石力勝
- 番神山政三郎
- 緋縅祐光
- 緋縅力弥 (1856年生)
- 緋縅力弥 (1922年生)
- 響矢春吉
- 響矢由太郎
- 肥後ノ海直哉
- 常陸海光房
- 常陸嶌朝次郎
- 常陸嶽理市
- 常陸山虎吉
- 日立龍栄一
- 飛騨乃花成栄
- 秀湊忠司
- 氷見ヶ濱弥太郎
- 平鹿川泰二
- 平ノ石辰治郎
- 平ノ戸三之助 (1857年生)
- 平ノ戸千代蔵
- 広瀬川惣吉
- 福田山幸雄
- 福ノ海七男
- 福ノ里牛之助
- 藤田山忠義
- 藤錦千代吉
- 藤ノ川祐兒
- 藤ノ里栄藏
- 富士乃真司
- 藤見嶽虎之助
- 武州山隆士
- 双子岩傳一
- 二瀬山勝語
- 双ツ龍徳義
- 双見山又五郎
- 武雄山喬義
- 寶智山幸観
- 防長山源治
- 北青鵬治
- 星岩涛祐二
- 星甲実義
- 星甲良夫
- 北海大太郎
- 誉富士歓之

ま行
- 舞靏千五郎
- 前ヶ潮春夫
- 前ノ山政三 (1919年生)
- 前ノ山政三 (1931年生)
- 牧本英輔
- 鉞り鉄五郎
- 真砂石三郎
- 将司昂親
- 舛ノ山大晴
- 増巳山豪
- 待乳山楯之亟 (文久)
- 松前山熊義
- 松前山武士
- 松ノ里直市
- 真鶴政吉 (安政)
- 丸山孝彦
- 三熊山美夫
- 三杉磯拓也
- 禊鳳英二
- 緑川兼吉
- 緑國政雄
- 緑嶋英三
- 湊川四良兵衞
- 湊富士孝行
- 三濱洋俊明
- 宮城海清人
- 宮ノ花秀輝
- 宮柱義雄
- 武藏野弥助
- 陸奥ノ里敏男
- 猛虎浪栄
- 最上山辨治

や行
- 八方山主計
- 八嶌山平八郎
- 野州山孝市
- 八十嶋冨五郎
- 八染茂雄
- 山田川清太郎
- 大和剛
- 倭岩英太郎
- 大和錦幸男
- 山本山龍太
- 槍ヶ嶽峯五郎
- 豊山鬼吉
- 豊山亮太
- 由良ノ海楫五郎
- 燁司大
- 横車利三郎
- 吉井山朋一郎
- 吉王山修
- 吉田川清四郎
- 吉野岩畄吉
- 吉の谷彰俊
- 義ノ花成典
- 芳野嶺元志
- 芳ノ山夛治郎
- 吉野山要次郎

ら行
- 雷山勇吉
- 雷ノ峰伊助
- 力櫻猛
- 龍皇昇
- 琉王優貴
- 龍王山光
- 龍興山一人
- 琉鵬正吉
- 凌駕精考

わ行
- 若嵐武
- 若麒麟真一
- 若光翔大平
- 若駒健三
- 若左倉与吉
- 若潮芳雄
- 若島幸右エ門
- 若杉山豊一
- 若瀬川栄蔵
- 若瀬川剛充
- 若太刀芳之助
- 若孜浩気
- 若天龍祐三
- 若兎馬裕三
- 若浪義光
- 若鳴門清海
- 若ノ海正照 (1945年生)
- 若ノ國豪夫
- 若乃洲敏弥
- 若ノ城宗彦
- 若の富士昭一
- 若ノ鵬寿則
- 若常陸恒吉
- 若港三郎
- 若山与吉
- 若吉葉重幸
- 鷲ヶ濱音右エ門

### 十両(十枚目)
あ行
- 愛ノ花初義
- 青ノ海勇三
- 赤城山晃
- 明石海秀昭
- 秋田嶽由藏
- 安芸の國一典
- 安芸の嶺良信
- 昭光徳昭
- 上潮智也
- 明ノ海正五郎
- 朝風新一郎
- 朝明重男
- 朝錦利則
- 朝乃涛誠
- 朝弁慶大吉
- 旭國強
- 朝見山峻一郎
- 渥美洋正征
- 綾の海金太郎
- 荒川文夫
- 荒駒兵衛
- 嵐立磨
- 荒浪源四郎
- 荒山宇三郎
- 生汐左衛門
- 伊集院大八
- 石山源治郎
- 維新力浩司
- 伊勢錦貫二郎
- 伊勢錦清
- 磯千鳥重五郎
- 一錦周之助
- 一の谷崇帥
- 一ノ濱枩雄
- 市ノ渡三四四
- 五ツ潟吉衛
- 伊予櫻政行
- 彩尊光
- 岩手富士祐一
- 上宮山勇市
- 羽後響助枩
- 宇佐ノ山英策
- 牛若丸悟嘉
- 梅垣直治郎
- 梅の里昭二
- 雲仙嶽光徳
- 雲仙山尚敏
- 越後山重正
- 江戸響博昭
- 可愛嶽実男
- 恵比寿洋直三郎
- 皇牙篤
- 王輝嘉助
- 大石田謙治
- 大泉隆司
- 大潮英雄
- 大獅子耕蔵
- 大鷹雅規
- 大高山十郎
- 大達信太郎
- 大鶴多喜之助
- 大戸崎祐慈朗
- 大野咲慎祐
- 大橋直松
- 大日岳栄隆
- 大日山廣司
- 大平山圭四郎
- 大富士慶二
- 大岬伝左衛門
- 大緑勝五郎
- 大矢崎信哉
- 大矢崎武男
- 大倭東洋
- 隠岐ノ島恵一
- 忍の山剛
- 乙女川定吉
- 鬼嵐力
- 大蛇川覚

か行
- 凱皇仁
- 開心栄
- 魁道康弘
- 開錦豪藏
- 華王錦武志
- 鏡川四郎
- 鶴嶺山宝一
- 鹿嶌嵜健太郎
- 柏龍成彦
- 春日洋光二
- 春日竜功隠
- 霞ヶ浦忠男
- 片ノ濱軍平
- 桂川力蔵
- 金親和憲
- 株本義久
- 鎌錦爲之助
- 頂ノ郷昌登
- 神威山力雄
- 河内山一夫
- 木﨑海伸之助
- 希善龍貴司
- 北ノ花吉保
- 北吹雪弘士
- 北見潟政義
- 九州海清
- 清乃洋文幸
- 清乃華玉誉
- 清の富士猛
- 清美岳太
- 桐ノ花光之助
- 霧の若太郎
- 錦龍山宗治
- 草竹幸一
- 楠ノ海正治
- 国東始
- 國光鉄太郎
- 國見山兼初
- 久能山長五郎
- 熊翁博
- 熊乃浦忠行
- 九紋竜政五郎
- 呉錦三郎
- 黒瀬川進
- 黒田山昭二
- 黒鷲二千郎
- 慶天海孔晴
- 玄海桃太郎
- 剣岳寛
- 玄武満
- 源武山源右エ門
- 劍龍猛虎
- 乾龍初太郎
- 剛堅大二朗
- 晃山昌士
- 公地次男
- 小金山幸一郎
- 極芯道貴裕
- 五剣山博之
- 琴嵐佳史
- 琴岩国武士
- 琴冠佑源正
- 琴国晃将
- 琴立山兼滋
- 琴の郷栄一
- 琴乃峰篤実
- 琴の龍功師
- 琴白山俊也
- 琴禮巨樹
- 琴弥山幸基
- 琴裕将由拡
- 駒木川蔵太郎
- 小役丸勇走
- 金剛敏彦
- 坤龍文一郎

さ行
- 西郷市之助
- 彩豪一義
- 佐賀ノ海輝一
- 佐賀光健吾
- 魁猛
- 佐久昇染太
- 薩摩洋時久
- 郷錦廣次
- 佐ノ藤清彦
- 沢風富治
- 三瓶山征夫
- 山陽山淺一
- 四賀ノ峰辰之助
- 四季の花範雄
- 重ノ海博久
- 信濃川藤四郎
- 若越英雄
- 壽山勝昭
- 修羅王政勝
- 翔鵬豪一
- 常陽山正治
- 白岩政寿
- 白根山宗則
- 白乃波寿洋
- 城ノ龍康允
- 新川完二
- 信山信幸
- 神雷龍之助
- 神竜定夫
- 翠竜輝嘉
- 須佐の湖善誉
- 砂浜正二
- 須磨ノ富士茂雄
- 清王洋好造
- 盛風力秀彦
- 勢力忠四郎
- 関の花勉
- 瀬戸錦年光
- 瀬戸山要藏
- 泉州山久義
- 泉州山喜裕
- 千昇秀貴
- 前進山良太
- 相武山信男

た行
- 大海竹郎
- 大岳宗正
- 大寛宗之
- 代官山康弘
- 大喜進
- 大車輪松五郎
- 大翔湖友樹
- 大翔大豪志
- 太晨光真
- 大成道喜悌
- 大殿英武
- 大勇武龍泉
- 大龍隆寛
- 大竜忠博
- 高瀬山清
- 高田山惠助
- 貴ノ富士三造
- 貴ノ山英二
- 貴羽山善之
- 高見藤英希
- 髙立直哉
- 瀧見山延雄
- 卓越山吾郎
- 田代岩弘道
- 太刀光昭洋
- 立富士祐司
- 立汐唯五郎
- 伊達錦一成
- 達ノ里寿弥
- 谷ノ音谷五郎
- 玉風福太郎
- 玉麒麟安正
- 玉乃浦友喜
- 玉ノ川正行
- 玉ノ国光国
- 丹蔵隆浩
- 智異ノ山正一郎
- 力駒雄偉
- 筑後山一政
- 千葉昇隆利
- 千代嵐慶喜
- 千代桜右京
- 千代の海茂夫
- 千代の海明太郎
- 千代の若秀則
- 鳥海龍秀俊
- 津軽海伝藏
- 津軽國芳隆
- 津軽冨士節三
- 常曻正
- 常の松寛
- 常の山日出男
- 津峯山政雄
- 鶴ノ富士智万
- 鶴美山侑宏
- 照錦富治
- 照ノ海十二
- 照ノ海照光
- 照の花謙二
- 照美山英實
- 輝山大峯
- 出羽鳳太一
- 出羽平真一
- 出羽の邦真光
- 出羽の郷秀之
- 出羽の洲聖
- 出羽乃富士智章
- 出羽疾風龍二
- 天凰山豊
- 天剛山隆清
- 天山久晴
- 天地山人
- 時潮信雄
- 時津海正男
- 時津浪朋納
- 時浪春樹
- 德真鵬元久
- 土州灘浪五郎
- 栃泉隆幸
- 栃偉山弘行
- 栃木野竹三郎
- 栃櫻光輝
- 栃忠秀昭
- 栃天晃正嵩
- 栃ノ関雅清
- 栃ノ花善治郎
- 栃ノ華朝王
- 栃ノ峯甚一郎
- 栃ノ森昇治
- 栃葉山暁輝
- 栃飛龍幸也
- 栃不動周二
- 飛島正
- 富風悟
- 冨田濱正治
- 豊錦規矩雄
- 豊乃國大地
- 豊ノ花光義
- 豊光重信
- 鳥ヶ峰吉五郎

な行
- 仲の国将
- 長良川彦三郎
- 七尾潟直右エ門
- 七瀬川秀雄
- 浪速龍功
- 浪泉藤市
- 浪ノ音藤美
- 鳴潮茂生
- 鳴海潟陸奥雄
- 錦竜栄廣
- 西中憲四郎
- 西の富士勝治
- 二所錦照生
- 二豊山光良
- 布引國太郎
- 能登ノ山竜三

は行
- 羽咋山勝久
- 白雄山昇
- 魄龍弘
- 柏梁勝雄
- 八竜鉄右エ門
- 花嵐一美
- 八剣山鐘太郎
- 花筏健
- 花ノ藤昭三
- 花ノ山春治
- 花龍真吾
- 濵ノ石政吉
- 濱ノ海芳正
- 速浪武夫
- 葉山健治
- 榛名富士新司
- 磐石博文
- 磐城徳枩
- 幡龍洋賢三
- 肥後ノ城政和
- 飛翔富士廣樹
- 秀錦啓光
- 英錦匡男
- 秀ノ海渡累
- 日出ノ国太子郎
- 秀ノ花宗市
- 秀ノ花行秀
- 飛天龍貴信
- 響矢影男
- 白法山旺三
- 桧山剛志
- 平戸灘常吉
- 福井山常志
- 福知海勝美
- 冨久錦武光
- 福ノ里邦男
- 福の守尚
- 福緑正義
- 福龍岳茂生
- 富士の岩秀之
- 富士の里昇
- 双筑波勇人
- 古市貞秀
- 鳳龍一雄
- 北勝岩治
- 北勝国英明
- 北勝光康仁
- 星安出寿保世
- 星風芳宏
- 星誕期偉真智
- 保志光信一

ま行
- 舞風昌宏
- 前ヶ汐英太郎
- 前田花英介
- 政風基嗣
- 増健亘志
- 益荒海幸太
- 松恵山邦治
- 松嶋市平
- 松錦常市
- 松光正文
- 松緑貢兵衛
- 松山佳弘
- 松若正次
- 真鶴照久
- 三池山大五郎
- 三笠山護
- 三輝山輝男
- 三鷹山昌吾
- 美楯山海一郎
- 緑岩三郎
- 三舩浪盛吉
- 三山貞次
- 陸奥錦建市
- 陸奥錦秀二郎
- 陸奥ノ洋光司
- 陸奥ノ花亮一
- 陸奥北海勝昭
- 武哲山剛
- 森ノ里信義
- 森乃里治重

や行
- 薬師山精進
- 矢筈山剛志
- 八幡錦秀尾
- 八幡野平八郎
- 山中山和洋
- 山錦喜章
- 豊富士修
- 吉ノ岩義行
- 芳昇幸司
- 四ツ車大八 (1980年生)

ら行
- 雷光肇
- 雷光山善胤
- 雷門辰男
- 力真樹
- 竜ヶ嵜唯雄
- 龍ヶ浜広宣
- 竜虎川上
- 龍授山正男
- 隆昌山勝茂
- 隆濤剛
- 龍門孝幸
- 輪鵬和久

わ行
- 若東吉信
- 和歌木山栄一
- 若國一男
- 若双龍秀造
- 若筑波茂
- 若椿利信
- 若天狼啓介
- 若闘将敏男
- 若東龍秀史
- 若十勝正雄
- 若ノ海正照 (1959年生)
- 和歌ノ海忠次郎
- 若ノ里雄三
- 若乃島史也
- 若隼人幸治
- 若葉山強
- 若晃三昌
- 若美山三雄

### 幕下以下
あ行
- 碧天大市
- 碧剣健太
- 安大ノ浪亮
- 安芸旭雅士
- 秋乃峰將司
- 朝ノ霧満
- 旭桜隆秀
- 朝陽丸勝人
- 朝日龍克宗
- 朝鷲透
- 網走洋一男
- 荒竹寅吉
- 荒谷信孝
- 有門勇人
- 一木隆冶
- 一ノ矢充
- 入江正登
- 上田山裕司
- 永源遙
- 越錦正志
- 江戸の華重信
- 恵那司千浩
- 遠州洋悠仁
- 鴨緑江渡右衛門
- 大谷真惟
- 巨武蔵大喜
- 大森玉木
- 大露羅敏
- 隠岐の富士和也

か行
- 魁将龍邦昭
- 魁渡頌胆
- 海龍元生
- 春日国晃大
- 風冨山泰雅
- 片福面大五郎
- 金木山弥一郎
- 亀山弘章
- 唐津海誠二
- 諫誠章道
- 木田浩二郎
- 箕應山朋恭
- 木ノ村政雄
- 希帆ノ海勇樹
- 木村山聖裔
- 輝面龍政樹
- 旭天山武
- 旭光誓一
- 国ノ音治三郎
- 国港育志
- 毛谷村六介
- 元亀進之介
- 豪頂山傑士
- 郡山勇二
- 小金富士岳士
- 小島貞二
- 小鹿信也
- 琴旭基太造
- 琴市場孝之
- 琴入江秀忠
- 後藤友和
- 後藤政二
- 琴鳳圭史
- 琴剣淳弥
- 琴天山俊光
- 琴藤沢和穂
- 小濱新次

さ行
- 栄勇
- 櫻正行
- 聡ノ富士久志
- 澤勇智和
- 師子王正樹
- 宍戸清志
- 志州山真国
- 志免錦金五郎
- 下田圭将
- 駿馬赤兎
- 祥映斗宏務
- 勝誠剛
- 勝南桜聡太
- 勝武士幹士
- 新明嘉規
- 杉田喜章
- 昴光司
- 駿河司章洋
- 正剛山正夫
- 瀬戸の海龍昇
- 外ヶ濱浪五郎 (1968年生)

た行
- 大凰紀久
- 太牙虎五郎
- 大神風龍二
- 太閤丸豊
- 大子錦大伍郎
- 大翔地健太
- 大翔勇真亜敏
- 大天濠征信
- 大天霄健
- 大納川憲治
- 貴伊吹正和
- 貴月芳将匡
- 貴斗志将吏
- 高野謙次
- 高昇紀彰
- 高三郷勝義
- 高見州大吉
- 高見若清一
- 高武藏源太郎
- 玉ノ華重二朗
- 潮光山重春
- 千代の眞賢澄
- 綱ノ富士裕二郎
- 寺西勇
- 照瀬川邦昭
- 東桜山勝徳
- 東昌邦匡志
- 東心山徳幸
- 尖山大作
- 時潮豊
- 栃神山龍一
- 栃相模久
- 栃翼祐一
- 栃乃里隆光
- 栃ノ山拓
- 突光力和樹
- 飛円美智浩
- 富栄龍太郎
- 虎伏山義幸

な行
- 浪速海勝治
- 浪速嘉則
- 奈良光幹夫
- 南富健三
- 錦風真悟
- 能登櫻和也

は行
- 吐合明文
- 白頭山福童
- 羽黒海憲司
- 華吹大作
- 颯富士元揮
- 爆羅騎源氣
- 光源治晴
- 肥後嵐悠太
- 英ノ国一
- 火の竜清徳
- 日吉山浅太郎
- 福轟力浩城
- 福ノ島裕士
- 藤井達樹
- 藤健勝歩紀
- 藤の海順
- 藤の花礼
- 藤本悠介
- 武誠山一成
- 二瀬海友継
- 藤田川藤介
- 宝香鵬宏作
- 北勝嵐亮太
- 北勝輝勇気
- 北道山和貞
- 北勝城勲
- 北勝森文仁
- 北斗龍定裕

ま行
- 前田勝
- 舛東欧旭
- 舛ノ湖大明
- 舛名大周一
- 松緑哲也
- 摩天楼健
- 三重ノ山勝久
- 三杉豊高暁
- 水口剛
- 緑富士優
- 男女ノ里泰之
- 南乃島勇
- 峰桜健士
- 宮内輝和
- 武蔵海顕義
- 武蔵國真武
- 武蔵富士敏
- 陸奥龍隆久
- 村上光昭
- 森武蔵正英

や行
- 安田秀一
- 山口大五郎
- 大和富士充
- 勇輝瞬臣
- 勇鵬勝一
- 吉本秀樹

ら行
- 雷昊充敏
- 嵐望将輔
- 力の海達樹
- 竜王浪勝照
- 龍巍生明

わ行
- 若い浪剛史
- 若風学
- 若木野金介
- 和歌桜康幸
- 若三梅雅裕
- 若緑陸奥之亟
- 若三藤成豊
- 若八嶋泰成
- 若力堂聖也
- 鷲尾嶽米太郎
- 鷲ノ森常吉